# Agulhas Negras
Agulhas Negras (Itatiaia) — najwyższy szczyt w górach Serra da Mantiqueira (Wyżyna Brazylijska, południowo-wschodnia Brazylia); wznosi się na wysokość 2787 m n.p.m.
W roku 1937 powstał tam Park Narodowy Itatiaia.